# Букельман, Мелисса
Мелисса Букельман (нидерл. Melissa Boekelman; род. 11 мая 1989, Дордрехт, Южная Голландия) — нидерландская легкоатлетка, специалистка по толканию ядра. Выступала за сборную Нидерландов по лёгкой атлетике в 2000-х и 2010-х годах, чемпионка мира и Европы среди юниорок, многократная победительница первенств национального значения, участница летних Олимпийских игр в Рио-де-Жанейро. Также известна как разгоняющая в бобслее.

## Биография
Мелисса Букельман родилась 11 мая 1989 года в городе Дордрехт, Нидерланды.
Первого серьёзного успеха на международном уровне добилась в сезоне 2006 года, когда вошла в состав нидерландской сборной и выступила на юниорском мировом первенстве в Пекине, где в зачёте толкания ядра превзошла всех соперниц и завоевала золотую награду.
В 2007 году на юниорском европейском первенстве в Хенгело вновь одержала победу в толкании ядра.
На юниорском мировом первенстве 2008 года в Быдгоще стала серебряной призёркой в той же дисциплине.
В 2009 году стала восьмой на чемпионате Европы в помещении в Турине, победила в молодёжной категории на Кубке Европы по зимним метаниям в Лос-Реалехосе, тогда как на молодёжном европейском первенстве в Каунасе показала четвёртый результат. По итогам сезона признана талантом года в Нидерландах.
В 2010 году отметилась выступлением на чемпионате мира в помещении в Дохе, получила серебро в молодёжной категории на Кубке Европы по зимним метаниям в Арле, заняла 14 место на чемпионате Европы в Барселоне.
На молодёжном европейском первенстве 2011 года в Остраве выиграла бронзовую медаль.
Не сумев отобраться на Олимпийские игры 2012 года в Лондоне, Букельман решила попробовать себя в бобслее — некоторое время выполняла роль разгоняющей в экипаже Эсме Кампхёйс, в частности представляла Нидерланды на шестом этапе Кубка мира в Санкт-Морице, присутствовала на зимних Олимпийских играх в Сочи в качестве запасной бобслеистки.
Вернувшись в лёгкую атлетику, в 2014 году Мелисса Букельман закрыла десятку сильнейших на чемпионате Европы в Цюрихе.
На чемпионате Европы 2016 года в Амстердаме была восьмой. Выполнив олимпийский квалификационный норматив (17,75), удостоилась права защищать честь страны на летних Олимпийских играх в Рио-де-Жанейро — на предварительном квалификационном этапе толкнула ядро на 17,69 метра, чего оказалось недостаточно для выхода в финал.
В 2017 году выступила на чемпионате Европы в помещении в Белграде, стала второй на командном чемпионате Европы в Лилле, заняла 11 место на чемпионате мира в Лондоне.
В 2018 году принимала участие в чемпионате Европы в Берлине, в финал не вышла.